# Богича (Њамц)
Богича (рум. Boghicea) насеље је у Румунији у округу Њамц у општини Богича. Oпштина се налази на надморској висини од 270 m.

## Становништво
Према подацима из 2002. године у насељу је живело 1269 становника, од којих су сви румунске националности.